# (3916) Maeva
Pour les articles homonymes, voir Maeva.
(3916) Maeva est un astéroïde de la ceinture principale.

## Description
(3916) Maeva est un astéroïde de la ceinture principale. Il fut découvert par Henri Debehogne le 24 août 1981 à La Silla. Il présente une orbite caractérisée par un demi-grand axe de 3,24 UA, une excentricité de 0,1308 et une inclinaison de 1,94° par rapport à l'écliptique.
Il fut nommé à la mémoire de Maeva d'Halloy d'Hocquincourt, nièce de l'astronome Patrice Bouchet (membre du personnel de l'ESO), qui décéda tragiquement le 7 juin 1992 à l'âge de 7 ans.

## Compléments